# 사벌국
사벌국(沙伐國), 사량벌국(沙梁伐國) 또는 사불(沙弗)은  현재의 경상북도 상주시 일대를 중심지로 하고 현재의 경상북도 북서부와 충청도 동부 지역을 세력 하에 두었던 삼국 시대의 나라이다.
상주 지역은 기원전 2세기∼기원 전후 시기에 속하는 청동유물이 다수 출토되는 대표적인 지역 가운데 하나이므로, 일찍부터 독자적인 정치 세력을 형성한 것으로 추정된다. 이러한 정치 세력에 관한 기록이 《삼국사기》 〈열전(列傳)〉 '석우로전(昔于老傳)'에 처음 나온다. 신라에 이미 복속되었던 사량벌국이 첨해 이사금 때(247년 ~ 261년) 갑자기 배신하여 백제에 귀속하자, 석우로가 군사를 거느리고 가서 토멸하였다. 한편 이 책 지리지(地理志)에서는 이때 사벌국을 정복하고 주(州)를 설치하였다고 하였다.

## 역사
상주 지역은 신상리 구석기 유적의 조사에서 밝혀졌듯 태고적부터 사람이 살고 있었다. 청동기 시대에는 청리 일대등 여러곳에서 유적이 확인되었다. 삼한 시대에 호로국(戶 집 호, 지게 호路 길 로 國)이 현재 상주시 함창읍 일대에 존재했다.
호로국은 진한에 속했는데 진한은 변한과 함께 마한의 지배하에 있어서 각 진한의 소국들로 마한에서 태수(太守)가 파견되었다.
나중에 진한이 경주의 사로국(斯盧國)을 중심으로 마한의 영향력에서 벗어나자 호로국(사벌국)또한 마한의 영향력에서 벗어나 진한연맹을 맺어 상주일대의 곡창지대를 기반으로 번창하기 시작했다. 그 뒤 마한은 서기 9년에 백제에 국권을 박탈당함으로 멸망했고 서기 63년에 백제가 마한의 잔당을 소탕하면서 낭자곡(娘子谷城)까지 진출하자 진한연맹은 사벌국의 서쪽 경계인 구양(狗壤), 와산(蛙山)에서 백제와 접속했고 이듬해에 진한에 귀순한 복암성(覆巖城)의 영유권 문제를 놓고 사로국 중심의 진한과 백제와의 전쟁이 발발했다.  백제는 계속해서 구양과 와산을 공격해서 점령하기까지 했지만 번번이 사로국에 패퇴하였다. 다루왕때 시작된 전쟁은 기루왕 때에 간신히 진정되었고 사벌국은 사로국의 강력한 군사적 통제하에 놓였다.
사로국, 즉 신라는 마한을 패망시켜 일찌감치 거대한 영토를 지닌 영역국가로 발전한 백제와는 달리 탈해 이사금 통치 후반기에 울산, 부산일대를 시작으로 주변국을 정복하기 시작할 때까지 비록 일개 소국상태에 불과했지만 진한 제국(諸國)을 사실상 자국 영토처럼 강력히 통제하며 지배하고 있었고 사벌국은 사실상 신라의 속국으로 전락했었던 것이다. 신라는 1세기 후반에 부산, 울산으로 진출하며 가야와 항쟁하고 서기 2세기 초반에는 실직국등 동해안 일대를 공략하며 본국(本國) 영토를 확장하는 한편 진한제국을 강력히 결속하며 사벌국을 발판으로 백두대간 이북으로의 진출을 꾀하고 있었다. 아달라왕 3년인 156년에는 계립령(鷄立嶺), 아달라 왕 5년인 158년에는 죽령(竹嶺)길이 개통되자 진한의 세력권은 충북과 강원도일대까지 뻗치게 되었다. 사벌국은 신라의 대 백제 병참기지로서 군사적인 지배를 받고 거기다 서쪽 영역이 신라와 백제의 전쟁으로 시달림을 받자 불만이 누적되었는데다 나중에는 진한 소속의 소국들까지 신라에 지속적으로 합병되자 위기감을 느끼고 독립을 꾀하였다. 249년 첨해 이사금 1년에 사벌국이 신라에 반기를 들고 백제에 귀순하는 사태가 벌어졌던 것이다. 이에 신라는 석우로를 파견했고 사벌국은 이를 감당하지 못하고 멸망하고 말았다.

## 사벌주
신라는 사벌국의 영역에 사벌주를 설치했다. 신라가 주(州)를 설치하는 등 지방제도를 정비한 것은 지증왕 때에 일이라 하여 첨해 이사금(재위 247~261년) 때에 사벌주가 설치되었다는 기사는 믿을 수 없다고 하지만 이 시기의 주는 직할로 지배하기 시작한 소국을 편의상 주로 불렀거나, 아니면 지증왕대에 주제도가 처음 시작되었다는 것은 실은 지방행정을 정비했던 것을 오해한 것으로 그 이전에도 주 군현의 행정체제가 어설프게나마 시행되었었던가 그 어느 것일 것으로 그 이후 지증왕 이전의 삼국사기 기록에서 사벌주라는 명칭이 한 두번 더 나온다는 점이다. 더구나 신라의 주는 애초에 군관구라는 성격도 같이 가지고 있었으므로 진한제국 방어의 최일선이자 대외진출의 교두부인 사벌국에 맨 먼저 일찌감치 세워져서 이후의 주의 모범이 되었을 수도 있는 것이다. 분명한 것은 이 시기에 사벌 일대가 신라의 직할영토가 되었다는 것이다.
사벌국이 패망하고 얼마 뒤인 294년 유례 이사금 10년에 사도성(沙道城)을 쌓고 사벌주의 호민(豪民) 80여 가를 그곳으로 강제로 이주시켰다.
첨해 이사금때에 설치된 사벌주는 이후에도 552년 진흥왕 13년에 상주정(上州停)이라는 지방 군단이 설치되는 등 군사적으로 중요한 역할을 담당하였고 557년 진흥왕 18년에 주 치소가 개녕 일대에 옮겨 감문주가 설치되면서 폐지되었다가 삼국 통일 후인 687년 신문왕 7년에 일선에서 다시 치소가 옮겨 옴으로서 부활했고 동시에 상주성(尙州城)이 축조되었다. 사벌주는 경덕왕 대에 행정체제가 개편되면서 상주(尙州)라는 별호가 내려졌다. 사벌주에 소속된 군현은 오늘날 낙동강 상류지역인 안동시 임하면 일대를 경계로 서 쪽으로는 영주시 일부, 청송군 일부, 예천군, 문경시, 의성군, 군위군, 김천시 일부, 충북의 청원·보은·옥천·영동· 황간 일대가 관할에 속하였다.

## 같이 보기
- 후삼국 시대 인물 목록
- 견훤
- 궁예

## 참고 문헌
- 김부식 (1145). 〈권45 석우로(昔于老) 條〉. 《삼국사기》.